# Pediana regina isopedina
Pediana regina là một phân loài nhện trong họ Sparassidae.
Loài này thuộc chi Pediana. Pediana regina isopedina được Embrik Strand miêu tả năm 1913.